# Маринброд
Маринброд је насељено мјесто на подручју града Глине, Банија, Република Хрватска.

## Историја
Маринброд се од распада Југославије до августа 1995. године налазио у Републици Српској Крајини.

## Становништво
| Националност       | 1991.        |
| Хрвати             | 167 (97,66%) |
| Срби               | 3 (1,75%)    |
| Југословени        |              |
| остали и непознато | 1 (0,58%)    |
| Укупно             | 171          |

| Демографија | Демографија | Демографија |
| Година      | Становника  | Становника  |
| ----------- | ----------- | ----------- |
| 1961.       | 192         |             |
| 1971.       | 181         |             |
| 1981.       | 171         |             |
| 1991.       | 171         |             |
| 2001.       | 131         |             |
| 2011.       |             | 93          |